# 圣奥斯 (热尔省)
圣奥斯（法語：Saint-Ost）是法国热尔省的一个市镇，属于米朗德区（Mirande）米朗德县（Mirande）。该市镇总面积6.84平方公里，2009年时的人口为80人。

## 人口
圣奥斯人口变化图示